# Eselreiten am Strand
Eselreiten am Strand (Originaltitel: niederländisch Ezeltje rijden langs het strand) ist ein Gemälde des niederländischen Malers Isaac Israëls aus der Zeit um 1890 bis 1901. Es wird dem sogenannten Amsterdamer Impressionismus zugeordnet und zeigt einen Eselsritt, den drei Mädchen in den Ferien am Strand von Scheveningen in Begleitung eines Jungen unternehmen. Das Bild befindet sich seit 1919 im Amsterdamer Rijksmuseum (Inventarnummer SK-A3597).

## Beschreibung und Hintergrund
Das Gemälde hat das Format 51 × 70,5 cm, ist in Ölmalerei ausgeführt und von Isaac Israëls unten rechts signiert. Provenienz: 1919 Leihgabe der Eheleute Drucker-Fraser, aus Montreux, deren Kunstsammlung sich seit 1944 als Vermächtnis im Rijksmuseum befindet.
Im 19. Jahrhundert bot das Eselreiten am Strand von Scheveningen eine Möglichkeit die Kinder wohlhabender Besucher zu unterhalten. Der Besitzer der Esel kam mit seinen zahmen Tieren an den Strand und oftmals schienen sie zu fast schlafen, so gemächlich schritten sie dahin. Dabei begleitete er die Gruppe stets und trieb die Esel notfalls voran, falls sie sich weigerten weiterzugehen.
In diesem Bild vom Strand in Scheveningen schreiten drei Esel von links nach rechts durch das Bild. Auf ihnen reiten drei kleine blondhaarige Mädchen in heller weißer bis rosafarbenen Kleidern. Die beiden älteren haben rote Hüte, die jüngste einen weißen Hut auf. Es ist ein sonniger Tag und das Licht erleuchtet den Sand und das Fell der Tiere. Hinter ihnen geht ein junger Eseltreiber in dunkler blauschwarzer Kleidung, der seine Mütze tief über die Augen gezogen hat. Im Hintergrund rechts steht eine Frau, die auf das Meer schaut. In den Jahren zwischen 1895 und 1904 fertigte Israëls in den Sommermonaten mehr als hundert Strandansichten von Scheveningen, davon befassten sich fünfunddreißig mit dem Eselreiten. Dabei reproduzierte er wohl auch einige Szenen, dann es existiert ein weiteres Bild mit den beiden Mädchen mit den roten Hüten in den Maßen 45 × 54 cm, auf denen der dritte Esel fehlt und das Meer etwas näher erscheint.
Die drei Mädchen gehören als Badegäste dem wohlhabenden Amsterdamer Bürgertum an, das sich in Scheveningen während der Sommermonate bevorzugt aufhielt. Israëls stellt hinter den Bürgerkindern mit weißen Kleidchen, vornehmer heller Hautfarbe und roten Hüten, die dem Bild einen farblichen Akzent verleihen, einen Jungen aus dem einfachen, ärmeren Volk dar. Er ist barfuß, von der Sonne gebräunt und macht seine Arbeit, die darin besteht für zahlende Gäste Esel mit einem Stock anzutreiben. Obwohl das Eselreiten als beliebtes Strandvergnügen für Kinder ist, scheinen die Mädchen in diesem Bild dem Gesichtsausdruck nach nicht sehr begeistert zu sein, denn sie müssen für die Vorzeichnung erst einmal möglichst bewegungslos posieren. Das Bild wirkt aber auf Grund der schnellen Malweise des Künstlers als spontane Strandszene. Israëls arbeitete oft mit Modellen, auch Kindern. So schrieb er 1898 sinngemäß:

„… man muss hier so viel Deutsch sprechen [er war mit Max Liebermann befreundet, den er öfter in Scheveningen traf], hat aber auch viel Ärger. Die Leinwände werden ins Meer geweht, die Kinder wollen nicht ihre Kleider anziehen, Javaner strecken die Zunge heraus […], aber das Millieu ist immerhin reizvoll.“

Er propagierte eine schnelle Malweise:

„Arbeite vor allem nicht zu viel, nicht länger als zwei Stunden hintereinander, bemühe dich nicht zu lange, sonst verlierst du deine Frische.“

Während Jozef Israëls, der Vater Isaacs, ein angesehenes Mitglied der Haager Schule, den Realismus vertrat und vor allem ländliche Motive bevorzugte, beispielsweise das harte Leben der Bauern und Fischer, entwickelte Isaac einen völlig anderen Stil, der eher dem Leben in der Stadt entsprach. Seine Malerei des Amsterdamer Impressionismus zeigt sich besonders deutlich in den lichtdurchfluteten Bildern aus dem mondänen Badeort Scheveningen. Allerdings sind nicht alle diese Strandbilder plein air entstanden, sondern wurden vorwiegend im Atelier fertig gestellt. Sein Motiv ist oft das unbeschwerte sommerliche touristische Leben.

Bilder mit ähnlichem Motiv vom Strand von Scheveningen
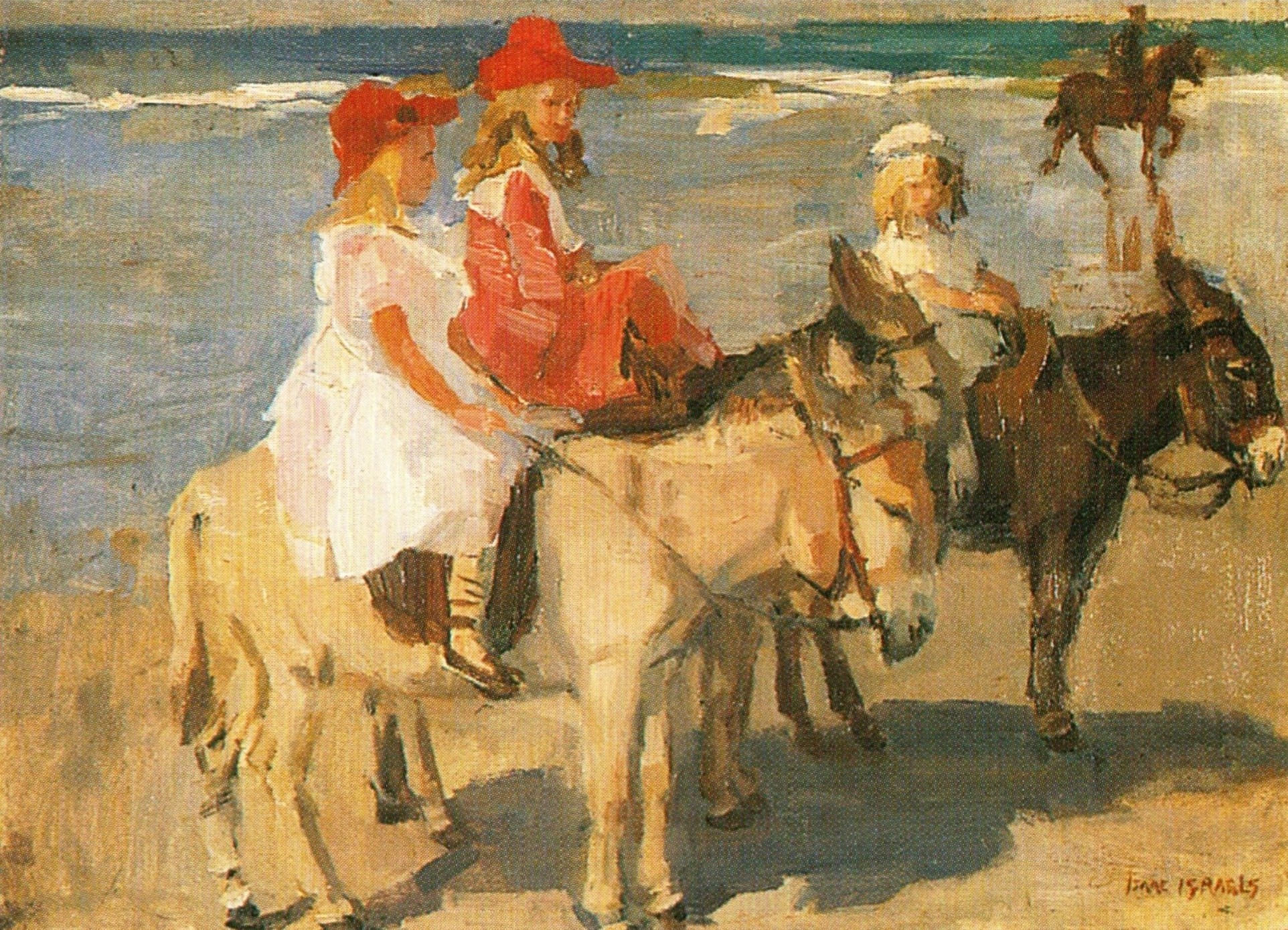
Kinder auf Eseln am Strand, Museum Arnhem, Öl auf Leinwand, 40,5 × 57,5 cm
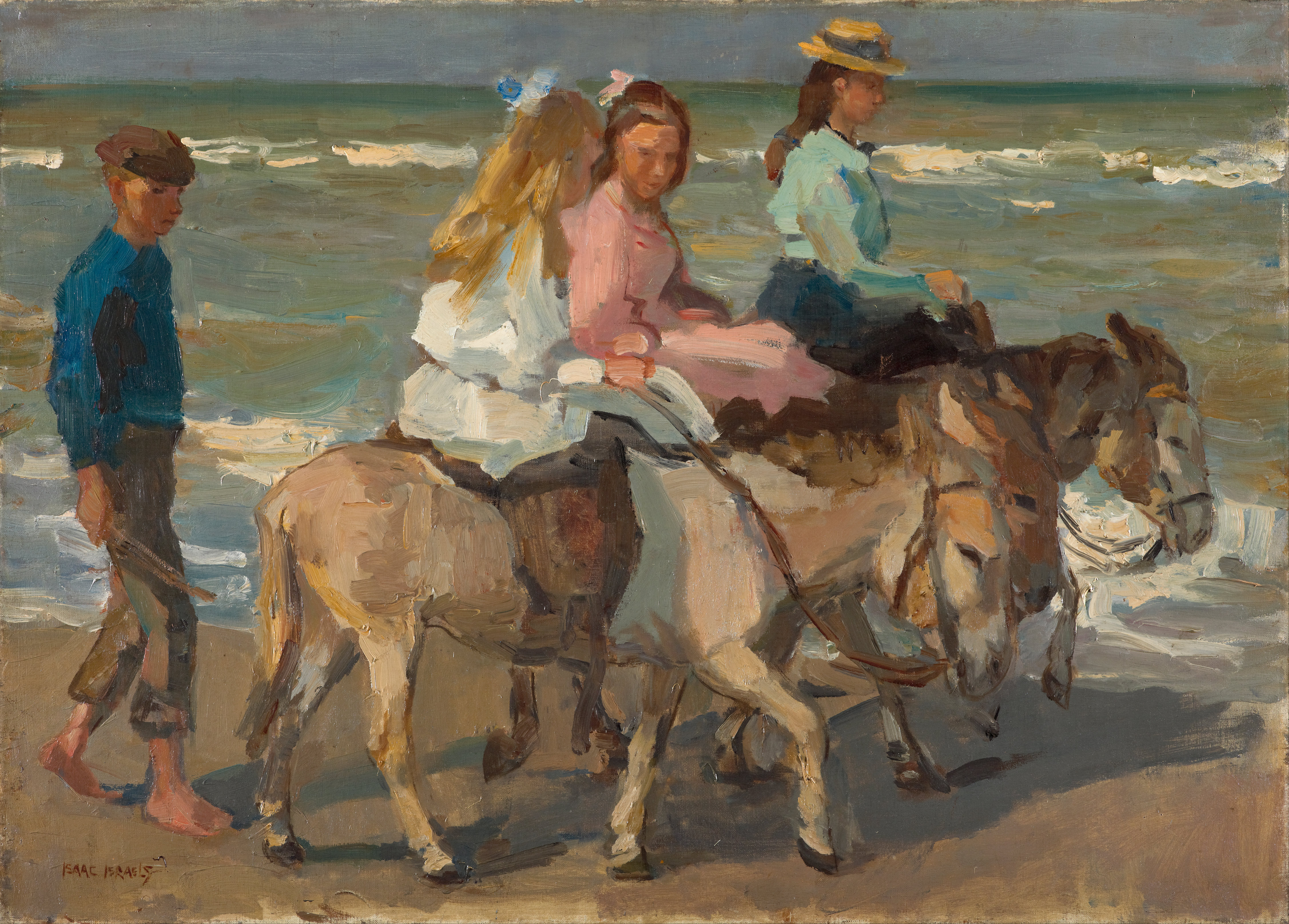
Eselreiten, Kunstmuseum Den Haag, Inv.-Nr.: 0332446, Öl auf Leinwand, 50 × 70 cm
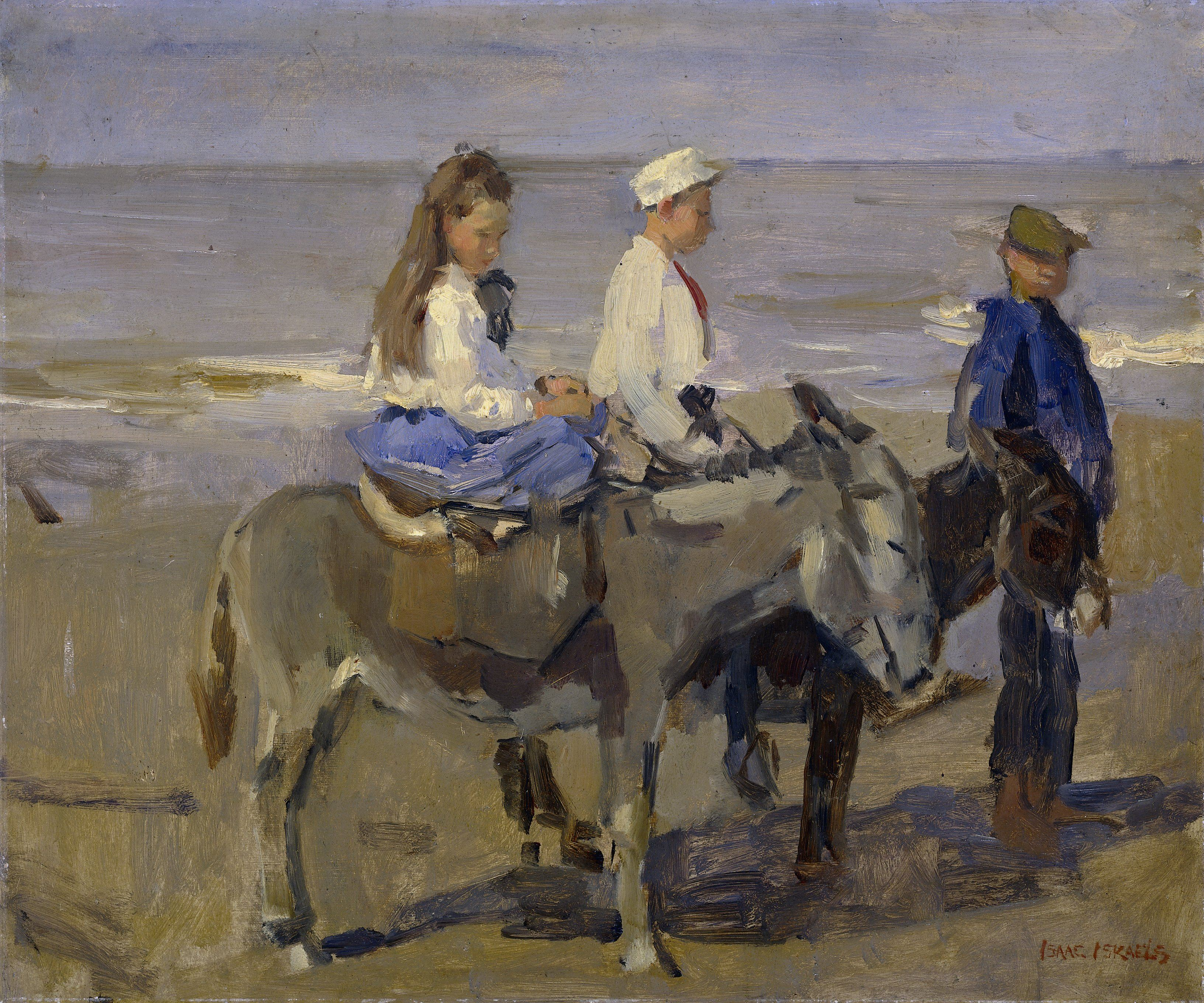
Junge und Mädchen auf Eseln, Rijksmuseum Inv.-Nr.: SK-A-3596, Öl auf Karton, 64 × 54 cm
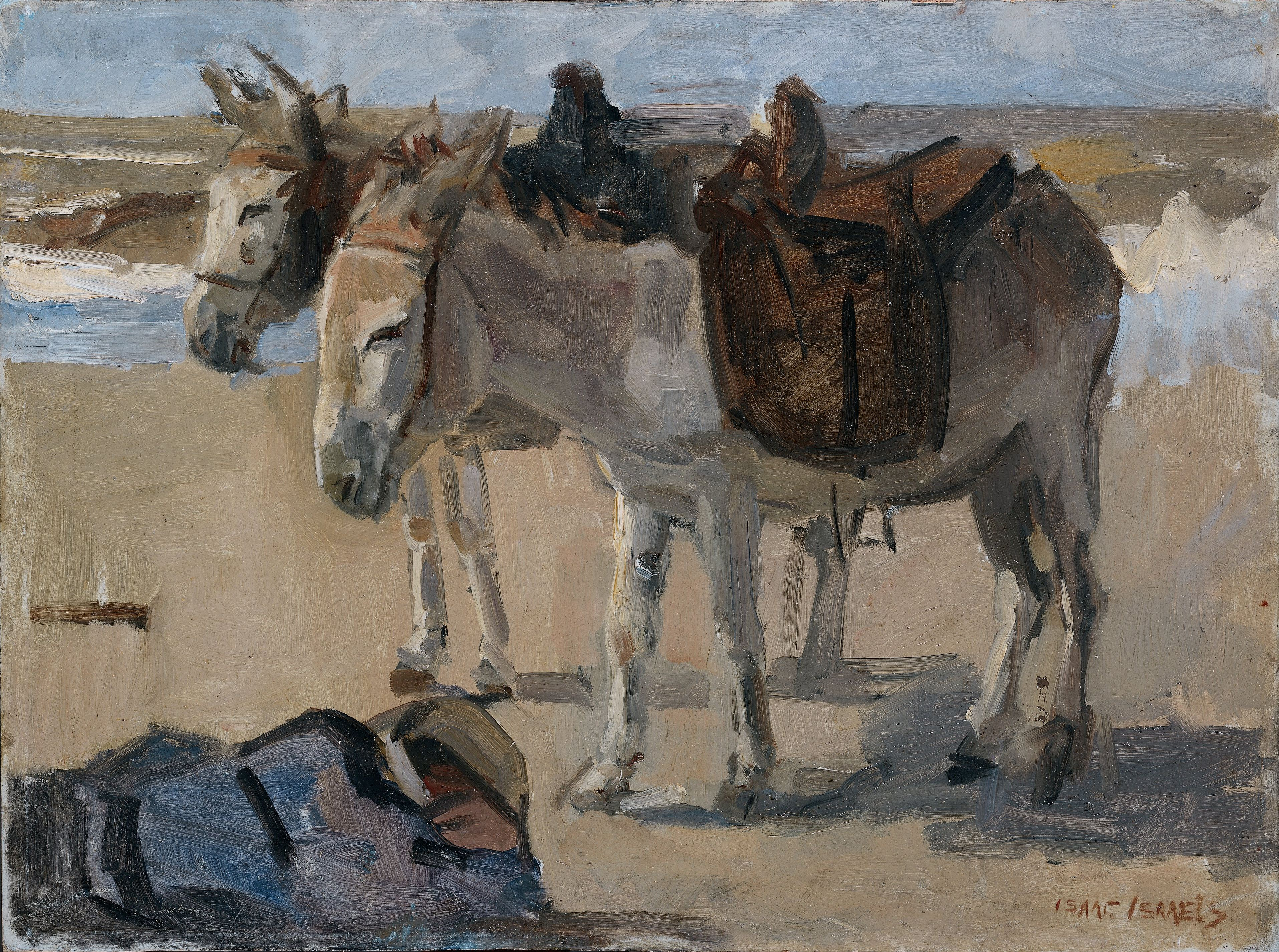
Zwei Esel, Rijksmuseum Inv.-Nr.: SK-A-3595, Öl auf Karton, 46 × 61 cm
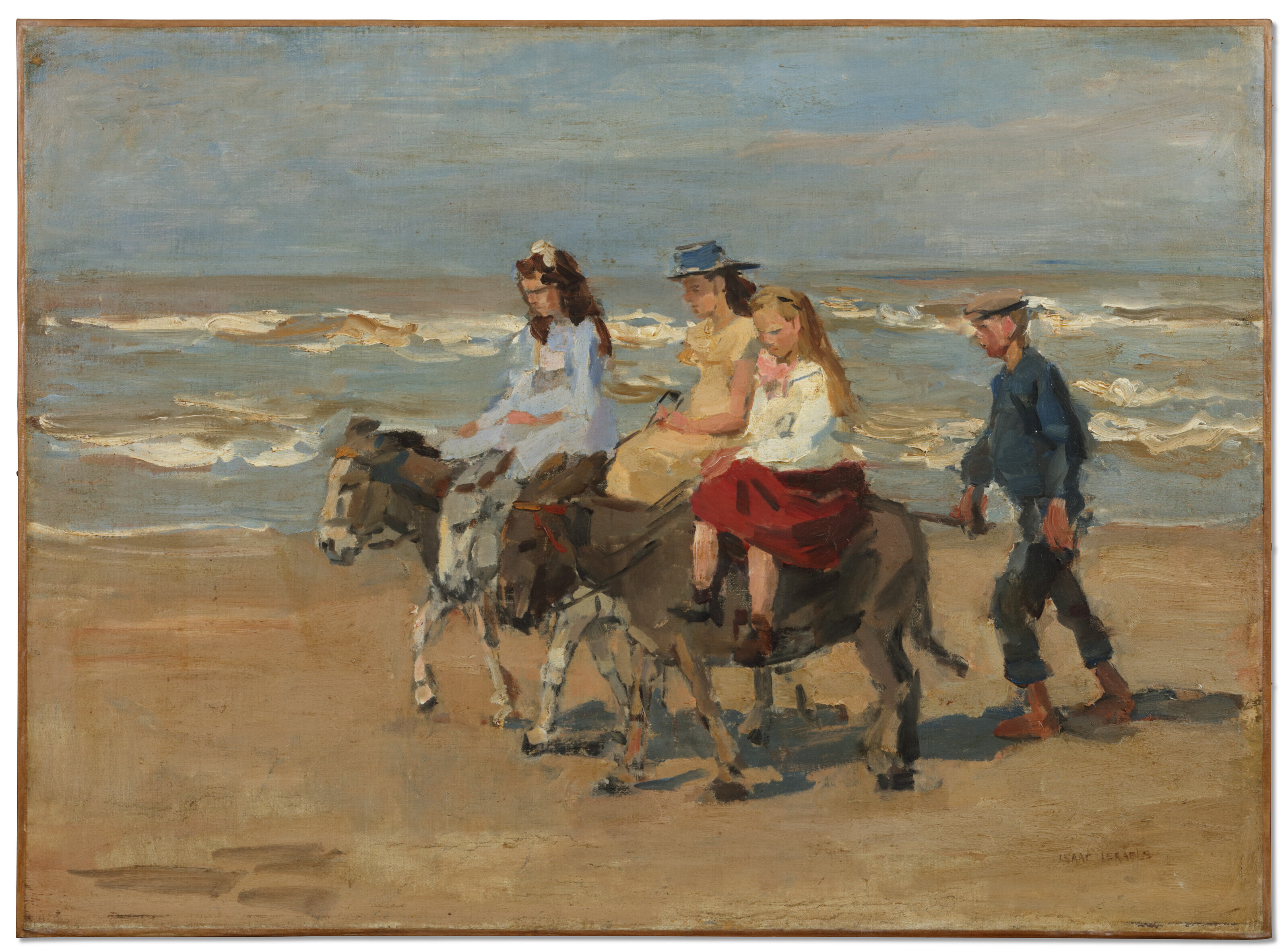
Privatbesitz, Öl auf Leinwand, 73 × 99 cm (auf eine Platte aufgezogen)

## Ausstellungen (Auswahl)
- 8. Juli 2022 bis Oktober 2023: Wolken und Licht. Impressionismus in Holland, Museum Barberini, Potsdam
- 23. Oktober 2008 bis 19. Januar 2009: Der weite Blick. Landschaften der Haager Schule aus dem Rijksmuseum, Neue Pinakothek, München